# Цимбал Василь Оксентійович
Василь Оксентійович Цимбал (нар. 2 серпня 1915, Цибулівка — пом. 2005) — український народний майстер інтарсії.

## З біографії
Народився 2 серпня 1915 року в селі Цибулівці (тепер Гайсинський район Вінницької області). Брав участь у німецько-радянській війні. Нагороджений орденом Вітчизняної війни ІІ ступеня (6 квітня 1985). Помер у 2005 році.

## Творчість
Виготовляв з дерева різної форми скриньки, декоративні пласти та жіночі прикраси і оздоблював їх інтарсією різних порід дерев. Серед кращих виробів:
- скриньки — «Колосочки», «Соняшники», «Сестри»;
- пласти — «Зозуля», «Півень», «Кораблик».

Твори зберігаються в Львівському музеї етнографії та художнього промислу, Національному музеї у Львові, Київському музеї українського народного декоративного мистецтва та у краєзнавчому музеї села Цибулівки.